# Jovica Simovski

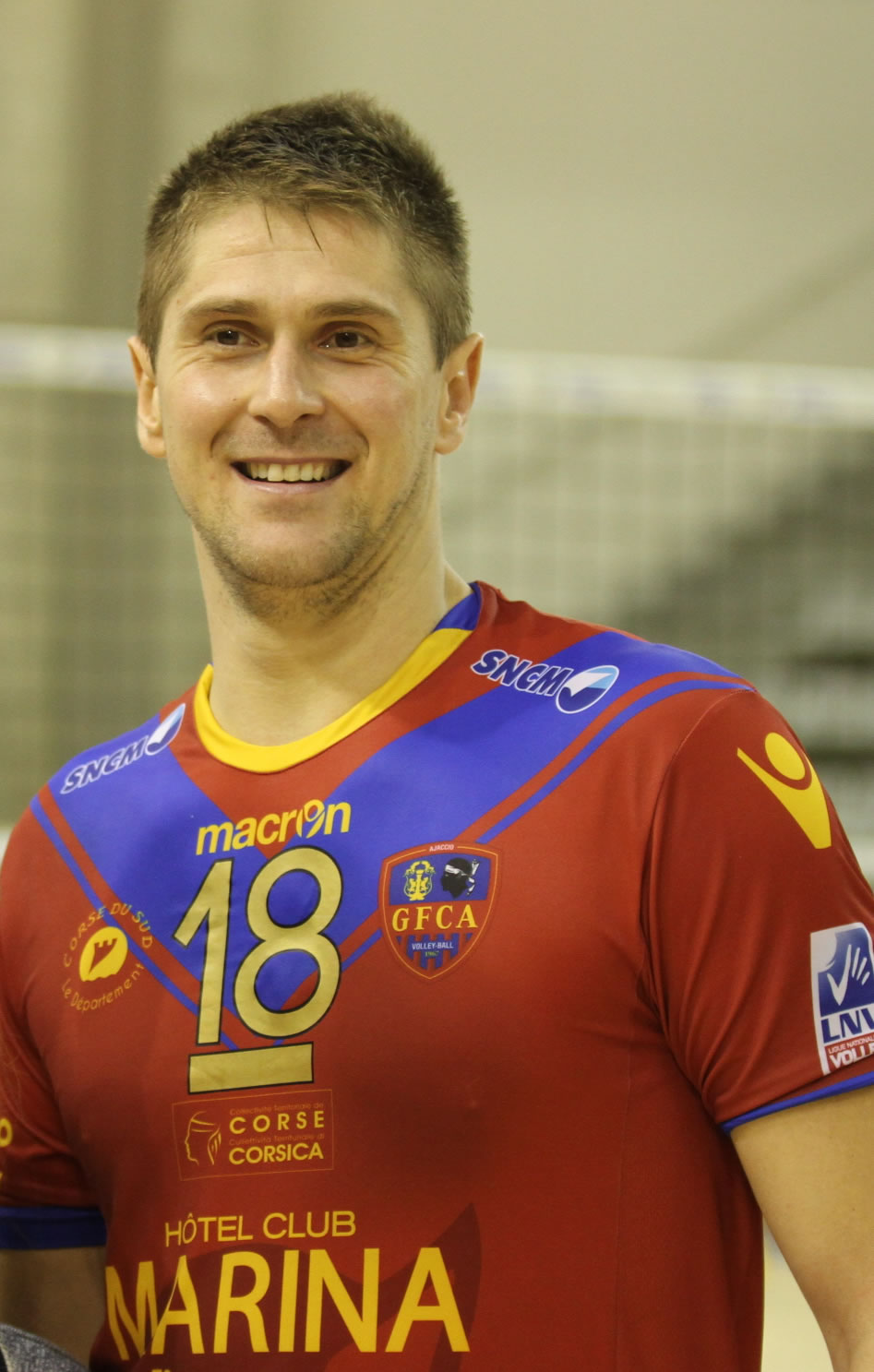
Jovica Simovski

Jovica Simovski (Macedonisch: Јовица Симовскиќ) (Tetovo, 17 november 1982) is een volleybalspeler uit Noord-Macedonië. Hij meet 1,96 m en speelt hoofdzakelijk oppositie (hoofdaanvaller).
Jovica werd in 2003 ontdekt door Volley Everbeur - VC Averbode in een onderling duel met zijn toenmalige club Zerovjane in de Cev cup.
Hij maakte in de Belgische competitie gestaag progressie en bracht het in 2008/2009 tot Topscorer, Acekoning én Beste Speler van het seizoen. In 2009 verwerft Jovica officieel de Belgische Nationaliteit. In 2009 verhuisde hij naar de Franse Liga bij Arago de Sète.
In 2011 tekent hij bij Tourcoing LMVB.

## Clubs
| Club             | Land            | van       | tot       |
| ---------------- | --------------- | --------- | --------- |
| Jugohrom Skopje  | Noord-Macedonië | 2000-2001 | 2000-2001 |
| Lirija Zerovjane | Noord-Macedonië | 2002-2003 | 2002-2003 |
| VC Averbode      | BEL             | 2005-2006 | 2008-2009 |
| Arago de Sète    | FRA             | 2009-2010 | 2010-2011 |
| Tourcoing LMVB   | FRA             | 2011-2012 | ...       |